# Pascalizzazione
La pascalizzazione, detta anche bridgmanizzazione, processazione ad alta pressione (dall'inglese High Pressure Processing, HPP-Process) o processazione ad alta pressione idrostatica è una tecnica di conservazione e di sterilizzazione degli alimenti, tramite la quale il prodotto viene compresso dalla pressione elevata, causando l'inattivazione di alcuni microorganismi ed enzimi presenti nell'alimento. La tecnica HPP ha un effetto limitato sui legami covalenti del prodotto, così facendo mantiene le qualità sensoriali e nutrizionali dell'alimento. La tecnica prende il nome da Blaise Pascal, uno scienziato del XVII secolo che studiò nel dettaglio gli effetti delle pressioni applicate ai fluidi. Nella pascalizzazione, più di 3500 kg per centimetro quadrato (corrispondenti a 350 MPa o a 3,4 kbar) sono applicati al prodotto per circa 5 minuti, provocando l'inattivazione di lieviti, muffe e batteri.

## Applicazioni
I microorganismi alteranti e alcuni enzimi possono essere disattivati dal processo HPP, il quale può estendere la conservazione del prodotto preservandone le qualità sensoriali e nutrizionali. I prodotti sono sensibili alle pressioni comprese tra i 400 e i 1000 MPa raggiunti durante il trattamento. Per queste caratteristiche, la tecnica HPP, può pastorizzare prodotti alimentari in tempi minori, ridotte spese in termini energetici e con meno sprechi di prodotto. Il trattamento, inoltre, avviene a basse temperature e non prevede l'utilizzo di additivi (tra cui conservanti). In Giappone, dal 1990, alcuni succhi di frutta, gelatine e marmellate sono ancora conservati grazie alla tecnica della pastorizzazione. Attualmente, la tecnica è usata per conservare carne e pesce. Un uso pioneristico della tecnica HPP è stato osservato negli Stati Uniti per trattare la salsa guacamole, prolungandone la durata tipica di 3 giorni ad una durata di oltre 1 mese, non alterandone la struttura, il gusto, la consistenza o il colore. In ogni caso, alcuni alimenti trattati con la pascalizzazione richiedono la conservazione a temperatura controllata, in quanto la tecnica HPP non disattiva tutte le attività enzimatiche causate da alcune proteine, infatti alcune influiscono negativamente sulla conservabilità dell'alimento.

## Storia

### Fine del 1800
Esperimenti sugli effetti della pressione sui microrganismi sono stati registrati già nel 1884, ma i primi ad avere successo sono stati compiuti nel 1897. Nel 1899, B. H. Hite fu il primo a dimostrare in modo definitivo l'inattivazione dei microrganismi mediante pressione. Dopo aver segnalato gli effetti dell'alta pressione su di essi, sono rapidamente seguiti i rapporti sugli effetti della pressione sugli alimenti.
Hite disse che, dal 1897, un chimico della Westeast Agricultural Experimental Station studiava il rapporto tra pressione e conservazione di carne, succhi e latte. I primi esperimenti consistevano nell'inserire una grande vite in un cilindro e lasciarla in esso diversi giorni, ma ciò non aveva alcun effetto nel fermare il latte dal deterioramento. In seguito, un apparato più potente fu in grado di sottoporre il latte a pressioni più elevate e il latte trattato è rimasto più dolce per 24-60 ore in più rispetto al latte non trattato. Quando 82 tonnellate di pressione vennero applicate a campioni di latte per un'ora, esso rimase dolce per una settimana. Sfortunatamente, il dispositivo utilizzato per indurre la pressione fu successivamente danneggiato quando i ricercatori provarono a testarne gli effetti su altri prodotti.
Vennero eseguiti anche esperimenti con antrace, febbre tifoide e tubercolosi, che rappresentavano un potenziale rischio per la salute dei ricercatori. Infatti, prima che il processo fosse migliorato, un dipendente della Stazione Sperimentale si ammalò di febbre tifoide.
Il processo riportato da Hite, tuttavia, non era fattibile per un uso diffuso e non sempre sterilizzava completamente il latte. Mentre sono seguite indagini più approfondite, lo studio originale sul latte è stato ampiamente interrotto a causa delle preoccupazioni sulla sua efficacia. Hite menzionava "alcuni lenti cambiamenti nel latte" relativi a "enzimi che la pressione non poteva distruggere".

### Primi del 1900
Hite e i suoi collaboratori pubblicarono un rapporto più dettagliato sulla sterilizzazione a pressione nel 1914, che includeva il numero di microrganismi rimasti in un prodotto dopo il trattamento. Gli esperimenti furono condotti su vari altri alimenti, tra cui frutta, succhi di frutta e alcune verdure. I risultati furono alcuni positivi e altri negativi, in modo simile ai risultati ottenuti dai precedenti test sul latte. Mentre alcuni cibi venivano conservati, altri non si mantenevano freschi, probabilmente a causa di spore batteriche che non erano state uccise.
L'indagine di Hite del 1914 ha portato ad altri studi sull'effetto della pressione sui microrganismi. Nel 1918, uno studio pubblicato da W. P. Larson era destinato ad aiutare a far progredire i vaccini. Questo rapporto mostrava che le spore batteriche non erano sempre inattivate dalla pressione, mentre i batteri vegetativi venivano solitamente uccisi. L'indagine di Larson si concentrò inoltre sull'uso delle pressioni di anidride carbonica, idrogeno e azoto. Il biossido di carbonio risultò il più efficace dei tre inattivando i microrganismi.

### Dalla fine del 1900 a oggi
Intorno al 1970, i ricercatori hanno rinnovato i loro sforzi nello studio delle spore batteriche dopo aver scoperto che l'uso di pressioni moderate era più efficace rispetto all'utilizzo di pressioni più elevate. Si scoprì quindi che le spore che avevano causato una mancanza di conservazione negli esperimenti precedenti vengono inattivate più velocemente da pressioni moderate rispetto a quelle più elevate, ma in modo diverso da quanto era avvenuto con i microbi vegetativi. In queste condizioni, infatti, le spore batteriche germinano e le spore risultanti vengono facilmente distrutte usando pressione, calore o radiazioni ionizzanti. Se la quantità di pressione iniziale aumenta, le condizioni non sono ideali per la germinazione, e le spore originariamente presenti restano immutate. Tuttavia, l'uso di una pressione moderata non sempre funziona, poiché alcune spore batteriche sono più resistenti alla germinazione sotto pressione e una piccola parte di esse sopravvive.
Un metodo di conservazione che utilizza sia la pressione sia un altro trattamento (come il calore) per uccidere le spore non è stato tuttora raggiunto in modo affidabile. Una tale tecnica consentirebbe un uso più ampio della pressione sul cibo e altri potenziali progressi nella conservazione degli alimenti.
La ricerca sugli effetti delle alte pressioni sui microrganismi fu in gran parte focalizzata sugli organismi di acque profonde fino agli anni '80, quando furono fatti progressi nella lavorazione della ceramica. Ciò portò alla produzione di macchinari che consentivano la lavorazione di alimenti ad alta pressione su larga scala e suscitarono un certo interesse per la tecnica, specialmente in Giappone. Sebbene i prodotti preservati dalla pascalizzazione per vennero lanciati sul mercato nel 1990, la tecnologia alla base della pascalizzazione è ancora in fase di perfezionamento. La domanda di prodotti lavorati il meno possibile è aumentata rispetto agli anni precedenti e i prodotti preservati dalla pascalizzazione hanno riscontrato un notevole successo, nonostante il prezzo sia significativamente più alto rispetto ai prodotti trattati con metodi standard.
All'inizio del XXI secolo, si scoprì che la pascalizzazione può separare la carne dei molluschi dal loro guscio. Aragoste, gamberi, granchi, ecc. possono essere pascalizzati, e in seguito la carne scivola agevolmente fuori dall'esoscheletro.

## Processo
Nella pascalizzazione, i prodotti alimentari vengono sigillati e posti in un compartimento d'acciaio contenente un liquido, spesso acqua, e le pompe vengono utilizzate per generare pressione. Le pompe possono applicare la pressione o in modo costante o intermittente.. L'applicazione di alte pressioni idrostatiche (HHP) su un prodotto alimentare uccide molti microrganismi, ma le spore non vengono distrutte. Alcune spore batteriche potrebbero dover essere trattate separatamente con acido per impedirne la riproduzione. La pascalizzazione funziona particolarmente bene su cibi acidi, come yogurt e frutta, in quanto le spore tolleranti alla pressione non sono in grado di vivere in ambienti con bassi livelli di pH. Il trattamento funziona altrettanto bene sia per i prodotti solidi che per quelli liquidi.
Durante la pascalizzazione vengono alterate le distanze inter-atomiche, influenzando le interazioni caratterizzate da un'energia di legame dipendente dalla distanza, come ad esempio legami a ponte idrogeno, legami a ponte disolfuro e legami ionici. Poiché la pascalizzazione non è basata sul calore, i legami covalenti non vengono influenzati, non causando alcun cambiamento nel gusto del cibo. Ciò significa che l'HPP non distrugge le vitamine, mantenendo il valore nutrizionale del cibo. Un'elevata pressione idrostatica può influenzare i tessuti muscolari aumentando il tasso di ossidazione dei lipidi, che a sua volta porta a un gusto più spiacevole e minori benefici per la salute. Inoltre, alcuni composti presenti negli alimenti sono soggetti a cambiamenti durante il processo. Ad esempio, i carboidrati vengono gelatinizzati da un aumento di pressione.
Poiché la pressione idrostatica è in grado di agire rapidamente e in modo uniforme sul cibo, né la dimensione del contenitore di un prodotto né il suo spessore hanno un ruolo nell'efficacia della pascalizzazione. Ci sono diversi effetti collaterali del processo, incluso un leggero aumento della dolcezza, ma la pascalizzazione non influisce molto sul valore nutrizionale, sul gusto, sulla consistenza e sull'aspetto. Di conseguenza, il trattamento ad alta pressione degli alimenti è considerato un metodo di conservazione "naturale", in quanto non utilizza conservanti chimici.

## Critiche
Anurag Sharma, un geochimico, James Scott, un microbiologo e altri alla Carnegie Institution di Washington hanno osservato direttamente l'attività microbica a pressioni superiori a 1 GPa.  Gli esperimenti sono stati eseguiti fino a 1,6 GPa di pressione, che è più di 16 000 volte la pressione atmosferica normale, o circa 14 volte la pressione nella fossa delle Marianne.
L'esperimento consisteva nel porre una pellicola di Escherichia coli e Shewanella oneidensis in una Diamond Anvil Cell (DAC), per poi aumentare la pressione a 1,6 GPa. Dopo essere stati mantenuti a questa pressione per 30 ore, almeno l'1% dei batteri sopravvisse. Gli sperimentatori hanno quindi monitorato il metabolismo del formiato utilizzando la spettroscopia Raman in-situ e hanno mostrato che il metabolismo delle formazioni continuava nel campione batterico.
C'era dello scetticismo riguardo a questo esperimento. Secondo Art Yayanos, un oceanografo dello Scripps Institute of Oceanography, un organismo dovrebbe essere considerato vivente solo se può riprodursi. Un altro problema con l'esperimento DAC è che quando si verificano pressioni elevate, di solito sono presenti anche alte temperature, ma questo esperimento era stato eseguito a temperatura ambiente. Tuttavia, la mancanza intenzionale di temperature elevate negli esperimenti ha isolato gli effetti reali della pressione sulla vita e i risultati indicavano chiaramente che la vita era sostanzialmente insensibile alla pressione.
I risultati più recenti dei gruppi di ricerca indipendenti hanno confermato le tesi di Sharma. Questo è un passo significativo che ribadisce la necessità di un nuovo approccio al problema dello studio degli estremi ambientali attraverso gli esperimenti. Non vi è praticamente alcun dibattito sul fatto che la vita microbica possa sopravvivere a pressioni fino a 600 MPa, che è stata dimostrata nell'ultimo decennio circa essere valida attraverso una serie di pubblicazioni sparse.